# Лариса Хованисян
Лариса Виржиния Хованисян (на арменски: Լարիսա Վիրջինիա Հովհաննիսյան) е арменско-американски социален предприемач и активист за образование. Основател и ръководител на Teach For Armenia (аналог на „Заедно в час“), неправителствена организация, която има за задача да въвлече професионалисти за учители в Армения в най-слабите училища. Teach for Armenia е 36-ата организация по света от Teach For All, глобална мрежа, посветена на увеличаване възможностите за образование по целия свят.
Родена е на 21 октомври 1988 година в Ереван, Армения. Рожденото ѝ име е Лариса Виржиния Риан. Когато е на 3 месеца семейството ѝ емигрира в САЩ, а по-късно в Москва. Хованисян прекарва по-голямата част от детството си в Москва. Завършва Държавния университет в Аризона.
През 2010 година се присъединява към Teach For America. През 2013 година се връща в Армения и основава Teach For Armenia.
През 2015 г. Хованисян записва арменска песен, „Ари, им сохак“, със Серж Танкян, главният вокалист на рок група Систъм ъф ъ Даун. Песента се превръща в саундтрак на филма „1915“ г. за арменски геноцид.